# L'ombrello e la macchina da cucire
L'ombrello e la macchina da cucire è il diciottesimo album in studio di Franco Battiato. Raggiunse il quarto posto nella Classifica FIMI Album nell'aprile del 1995, e fu il sessantaseiesimo disco più venduto in Italia durante l'anno.

## Descrizione
Tutte le musiche e gli arrangiamenti sono di Franco Battiato. Uniche eccezioni sono Un vecchio cameriere (musica di Battiato, ma dall'adagio del quartetto Op. 64 n. 5 di J. Haydn) e L'esistenza di Dio (al cui interno si trova, anche se non annotato nel libretto dell'album, una parte della musica del "classico" zigano Rind De Hore, quasi riportata esattamente dalla versione che si trova nella colonna sonora del film Latcho Drom di Tony Gatlif). La novità è che i testi non sono di Battiato, ma del filosofo Manlio Sgalambro (presente anche nella foto di copertina), con il quale Battiato inizierà una lunga collaborazione.
L'ombrello e la macchina da cucire è una citazione dai Canti di Maldoror del Conte di Lautréamont e i cori presenti nel brano sono campionati dall'opera Il cavaliere dell'intelletto, scritta da Battiato e Sgalambro l'anno precedente.
Fu l'ultimo lavoro di Battiato a venire pubblicato dalla EMI Italiana e come per il precedente Unprotected, la versione in vinile del disco fu prodotta e venduta a tiratura limitata di 2000 esemplari, numerati sul retrocopertina.

## Tracce
Testi di Manlio Sgalambro; musiche di Franco Battiato.
1. L'ombrello e la macchina da cucire – 4:20
2. Breve invito a rinviare il suicidio – 4:19
3. Piccolo pub – 4:03
4. Fornicazione – 4:19
5. Gesualdo da Venosa – 4:08
6. Moto browniano – 4:43
7. Tao – 4:01
8. Un vecchio cameriere – 4:11
9. L'esistenza di Dio – 7:38

Durata totale: 41:42

## Formazione
- Franco Battiato – voce
- Ben Fenner – programmazione
- Carlo Guaitoli – pianoforte
- Athestis Chorus, Filippo Maria Bressan, Antonella Anastasi, Tony Carbone, Antonella Consolo, Blasco Mirabella, Fabrizio Licciardello, Franco Lazzaro, Licia Scardilli, Lilla Costarelli, Luca Madonia, Mario Venuti, Massimo Rocca, Pippo Russo, Sandro Di Bernardo  – cori

## Classifiche
| Classifica (1995) | Posizione massima |
| ----------------- | ----------------- |
| Italia            | 4                 |